# 美麗尖鼻魨
美麗尖鼻魨為輻鰭魚綱魨形目四齒魨亞目四齒魨科的其中一種，為溫帶海水魚，分布於西南太平洋澳洲、紐西蘭、新喀里多尼亞、豪勳爵島等海域，棲息深度可達250公尺，體長可達23公分，棲息在底層水域，生活習性不明。